# Grande Prêmio do Brasil de 2018
Grande Prêmio do Brasil de 2018 (formalmente denominado Fórmula 1 Grande Prêmio Heineken do Brasil 2018) Foi a vigésima e penúltima etapa da temporada de 2018 da Fórmula 1. Foi disputada em 11 de novembro de 2018 no Autódromo José Carlos Pace, São Paulo, Brasil.

## Relatório

### Treino Classificatório
Q1
A primeira sessão de treinos não trouxe surpresas e nenhum dos favoritos ficou de fora. A grande expectativa era em relação à chuva, que ameaçava cair a qualquer momento. Por este motivo, os pilotos saíram dos boxes logo que a pista abriu de forma a buscar tempos com a pista seca.
Com seis minutos de treino, todos os carros haviam registrado tempo. Na mesma hora, Lewis Hamilton era avisado pelo rádio a respeito da presença de chuva em um trecho de Interlagos. As câmeras de televisão focavam nas imagens dos radares que ficavam na reta do boxe.
E os pilotos fizeram bem em sair cedo dos boxes porque, nos últimos quatro minutos de Q1, a garoa já alterava as condições de dirigibilidade. Pior para Carlos Sainz (Renault), Brendon Hartley (Toro Rosso), Fernando Alonso (McLaren), Lance Stroll (Williams) e Stoffel Vandoorne (McLaren).
Eliminados: Carlos Sainz Jr. (Renault), Brendon Hartley (Toro Rosso), Fernando Alonso (McLaren), Lance Stroll (Williams) e Stoffel Vandoorne (McLaren).
Q2
Na segunda etapa do treino de classificação, o primeiro candidato à pole a marcar tempo foi Max Verstappen, com 1min08s017. Só que a Mercedes respondeu com força, andando na casa de 1min07s. Melhor para Bottas, que fez 1min07s727 e ficou 0s068 à frente de Hamilton.
Só que o britânico foi superado por Vettel, que anotou 1min07s776 e se colocou no segundo lugar, entre os dois carros da Mercedes. Pior: Hamilton ainda quase provocou um grave acidente ao fechar a Williams de Sergey Sirotkin, que tirou de lado e escapou da pancada. Mais tarde, Charles Leclerc também deu uma escapadinha, mas sem gravidade.
O monegasco da Sauber, por sinal, foi um destaque do fim do Q2: já com o tempo estourado, fez a oitava melhor marca e se colocou no Q3. Kevin Magnussen (Haas), Sergio Pérez (Force India), Esteban Ocon (Force India), Nico Hulkenberg (Renault) e Sergey Sirotkin (Williams) não tiveram a mesma sorte e ficaram fora do Q3.
Eliminados: Kevin Magnussen (Haas), Sergio Pérez (Force India), Esteban Ocon (Force India), Nico Hulkenberg (Renault) e Sergey Sirotkin (Williams).
Q3
Na sessão final, a pouco mais de seis minutos da bandeirada, Lewis Hamilton marcou 1min07s301 e se colocou em primeiro, à frente de Vettel, Bottas e Raikkonen. Mas as emoções ficaram justamente para as voltas concluídas após o fim do tempo.
No fim, Bottas não conseguiu melhorar seu tempo. Hamilton veio logo atrás e melhorou seu tempo para 1min07s281. Faltava Vettel vindo logo atrás, mas o alemão da Ferrari registrou 1min07s455 e não foi capaz de tirar do britânico da Mercedes o primeiro lugar no grid.
Pós-Treino Classificatório
Por destruir a balança da FIA (Federação Internacional de Automobilismo) no treino classificatório do Grande Prêmio do Brasil, neste sábado, Sebastian Vettel recebeu advertência e multa de R$ 105 mil (25 mil euros). Com a decisão de não aplicar uma punição mais severa, como a perda de posições, o alemão mantém o segundo lugar no grid de largada para a corrida deste domingo em Interlagos.
O piloto foi escolhido para a pesagem aleatória da Federação durante o Q2 da classificação do GP do Brasil. Irritado por ter sido selecionado e com receio de perder tempo precioso na parte final da classificação (já que a chuva se aproximando), o vice-líder derrubou o cone, gesticulou bastante com os comissários e, no processo, acabou demorando a desligar o carro. Na pressa de voltar logo à pista, acabou destruindo a plataforma de pesagem ao sair acelerando, em vez de esperar pelos oficiais empurrarem seu carro - procedimento padrão estabelecido pela direção de prova.
Inicialmente, a FIA havia dito que o piloto não havia desligado o carro, o que teria resultado em uma peso incorreto em função da vibração causada pelo funcionamento do motor. Contudo, após analisar vídeos (confira abaixo) e dados de telemetria, foi constatado que o alemão executou o procedimento correto de desligamento da sua unidade de potência, mas no tempo errado. Apesar do dano causado à balança da FIA, não haverá problemas para a pesagem do carros neste domingo após a corrida, já que a Federação possui dois equipamentos deste tipo.

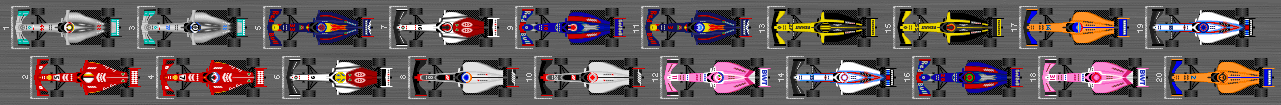
Grid de Largada

### Corrida
Na volta de saída para o grid de largada, Marcus Ericsson reportou um dano no difusor do seu carro. Correndo contra o tempo, a Sauber lutou para corrigir a falha para deixar tudo pronto para o sueco largar na sua melhor posição da carreira na F1.
Sebastian Vettel chegou a ter problemas na hora de sair do grid, mas logo conseguiu voltar à posição normal para a largada em Interlagos. A corrida, que começou com 40% de chance de chuva, teve Hamilton muito bem, mantendo a liderança. Vettel foi quem largou mal e perdeu a segunda posição para Valtteri Bottas e Kimi Räikkönen manteve o quarto lugar, com Max Verstappen em quinto e Charles Leclerc na sexta colocação.
Desde o começo, o pelotão intermediário tinha belas disputas, como a que envolveu os dois carros da Renault: Nico Hülkenberg e Carlos Sainz Jr. chegaram a se tocar na Junção, com o alemão levando a melhor. Lá na frente, quem tinha ótimo ritmo de corrida era Max Verstappen, que ultrapassou os dois carros da Ferrari para subir para terceiro. O holandês contava com pneus supermacios, contra os macios de Raikkonen e Vettel. Daniel Ricciardo, que havia largado em 11º, escalava o pelotão e já aparecia em oitavo.
Com má performance, Vettel era superado também pelo seu companheiro de equipe. Räikkönen subia para quarto lugar, enquanto o alemão passava a ter Ricciardo no seu encalço. E Verstappen ganhava terreno e se aproximava de Bottas na luta pelo segundo lugar. Na abertura da sétima volta, o holandês colocou por dentro e passou o finlandês da Mercedes no fim da reta dos boxes. Era um show de Verstappen em Interlagos. E Ricciardo já era o sexto depois de passar a Sauber de Leclerc.
Fernando Alonso, que tinha uma performance bem decepcionante — assim como a McLaren de Stoffel Vandoorne, foi o primeiro a parar nos boxes para fazer seu pit-stop. A estratégia da escuderia britânica foi ousada ao colocar os pneus médios no lugar dos macios para ir até o fim, mas o espanhol perdeu muito tempo depois de uma falha na parada. Na sequência, a Mercedes chamou Bottas para seu pit-stop e, na volta seguinte, Hamilton. O britânico, que sofria com bolhas nos pneus supermacios, passou a acelerar com os médios para tentar ir até o fim da prova.
O pentacampeão do mundo, Lewis Hamilton, voltou na sétima colocação, enquanto Verstappen tinha pista livre à frente como novo líder da corrida. Räikkönen vinha em segundo, enquanto Vettel era o terceiro, mas a expectativa era que a Ferrari fizesse seus pit-stops bem mais tarde pelo fato de os carros estarem com os pneus macios. Mais atrás, Marcus Ericsson tinha uma série de problemas com um carro bastante desequilibrado. Depois de chegar a rodar na volta 22, o sueco recolheu para os boxes da Sauber e abandonou.
Mesmo com os pneus médios, Hamilton era o mais rápido da pista. E não tinha grandes dificuldades para passar a Sauber de Leclerc e subir para a sexta posição, que virou quinta com o pit-stop feito por Bottas. O pentacampeão ganhou mais uma posição depois que a Ferrari chamou Vettel para a parada. Aliás, uma ótima parada: apenas 1s97 na troca dos pneus macios para os médios (foi o Pit Stop mais Rápido da Temporada). Depois do pit-stop de Räikkönen, feito na volta 31, o alemão voltou à frente do seu companheiro de equipe.
A corrida registrou mais um abandono depois que Nico Hülkenberg, muito apagado em todo o fim de semana, recolheu para os boxes da Renault na volta 32.
Pouco depois, na volta 35, Verstappen finalmente fez seu pit stop, com a Red Bull trocando os supermacios pelos macios. Só que a Red Bull perdeu um pouco de tempo, e Hamilton voltou à frente do holandês. Ricciardo, um dos últimos a retardar a parada, assumia a liderança provisória, enquanto o britânico reportava perda de potência do motor.
Com muito melhor ritmo, Verstappen não só se aproximou de Hamilton como fez a ultrapassagem, de forma até fácil, no fim da reta dos boxes. Max tomava a ponta, com Hamilton em segundo e Bottas em terceiro depois do pit stop feito por Ricciardo, que caiu para sexto lugar, sua posição de origem antes da janela para troca de pneus. O australiano tinha ótimo ritmo e não apenas fazia melhor volta da prova, mas também encostava de vez em Vettel na luta pelo quarto lugar.
O momento mais importante da corrida, foi na volta 42, quando Esteban Ocon tocou em Max Verstappen na saída do S do Senna. O holandês, que tinha a vitória nas mãos, rodou junto com o francês, seu ex-rival dos tempos de F3 Europeia, e acabou permitindo que Hamilton retomasse a ponta do GP do Brasil. Verstappen meteu um palavrão no francês e chamou de idiota no rádio para a Red Bull e ainda mostrou o dedo do meio (gesto obsceno) para o piloto da Force India. Max também reportou um dano no assoalho do seu carro. Esteban foi punido com stop and go de 10s.
Mesmo com tudo jogando contra, Verstappen conseguia se aproximar de Hamilton, mesmo com o britânico sendo mais rápido no primeiro setor. A briga pela vitória parecia estar aberta. Lewis acendeu o sinal de alerta depois que Vettel teve de fazer outra parada após grande desgaste dos pneus médios. Mas o britânico conseguia lidar bem com a pressão imposta por Max e lutava para se manter em primeiro.
Um curioso embate entre Vettel e Leclerc aconteceu por breves momentos após o pit stop do alemão. Charles não impôs resistência, até por ter ritmo bem inferior à Ferrari do tetracampeão. Quem também fazia sua parada era Bottas, na volta 60. A dúvida era se Hamilton resistiria até o fim sem ter de realizar mais uma troca de pneus.
Apagadíssimo da corrida, Bottas aproveitou o melhor desempenho dos novos pneus supermacios para quebrar o recorde de Interlagos: 1min10s845, melhorando depois para 1min10s540. Hamilton, por sua vez, ainda tinha de lidar com uma leva de retardatários para conseguir manter uma diferença sólida para Verstappen.
Max ainda aproximou de Hamilton nas voltas finais, tirando proveito também do desgaste dos pneus médios de Hamilton. Mas Hamilton usou e abusou da experiência para administrar a vantagem e seguir para vencer pela décima vez na temporada, ajudando a Mercedes a faturar pela quinta vez o título do Mundial de Construtores. Verstappen cruzou a linha de chegada em segundo, o que nem de longe invalida sua grande atuação e Raikkonen completando o pódio em terceiro.

### Pós-Corrida
Max Verstappen tentava se controlar quando encontrou Esteban Ocon para debater o toque que mudou o GP do Brasil, mas não conseguiu. O holandês recorda que, quando a discussão começou na pesagem de pilotos, o que realmente causou a agressão através de empurrões.
Fato é que os dois pilotos já têm uma história juntos. Ocon e Verstappen brigaram pelo título da F3 Europeia em 2014, com o francês levando o título.
Ocon foi considerado culpado pelo toque com Verstappen na pista e recebeu um stop & go de 10 segundos. Max, por empurrar Esteban após a corrida, vai precisar cumprir dois dias de serviços comunitários como punição.

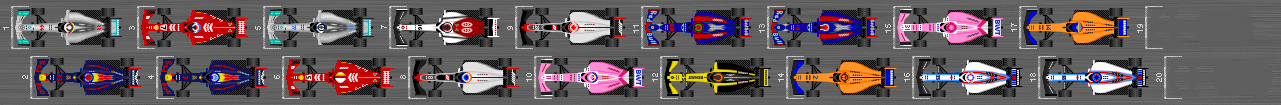
Resultado da corrida

## Pneus
| Nome do composto | Cor | Banda de rolamento | Condições de Tempo | Dry Type  | Aderência | Longevidade |
| ---------------- | --- | ------------------ | ------------------ | --------- | --------- | ----------- |
| Super Macio      |     | Slick (P Zero)     | Seco               | Supersoft | Médio     | Médio       |
| Macio            |     | Slick (P Zero)     | Seco               | Soft      | Médio     | Médio       |
| Médio            |     | Slick (P Zero)     | Seco               | Medium    | Médio     | Médio       |

| Escolhas de Pneus de cada piloto para o GP do Brasil: | Escolhas de Pneus de cada piloto para o GP do Brasil: | Escolhas de Pneus de cada piloto para o GP do Brasil: | Escolhas de Pneus de cada piloto para o GP do Brasil: | Escolhas de Pneus de cada piloto para o GP do Brasil: | Escolhas de Pneus de cada piloto para o GP do Brasil: |
| ----------------------------------------------------- | ----------------------------------------------------- | ----------------------------------------------------- | ----------------------------------------------------- | ----------------------------------------------------- | ----------------------------------------------------- |
| Nº                                                    | Pilotos                                               | Equipe(s)                                             | Médio                                                 | Macio                                                 | Super Macio                                           |
| 44                                                    | Lewis Hamilton                                        | Mercedes                                              |                                                       |                                                       |                                                       |
| 77                                                    | Valtteri Bottas                                       | Mercedes                                              |                                                       |                                                       |                                                       |
| 5                                                     | Sebastian Vettel                                      | Ferrari                                               |                                                       |                                                       |                                                       |
| 7                                                     | Kimi Räikkönen                                        | Ferrari                                               |                                                       |                                                       |                                                       |
| 3                                                     | Daniel Ricciardo                                      | Red Bull-TAG Heuer                                    |                                                       |                                                       |                                                       |
| 33                                                    | Max Verstappen                                        | Red Bull-TAG Heuer                                    |                                                       |                                                       |                                                       |
| 11                                                    | Sergio Pérez                                          | Force India-Mercedes                                  |                                                       |                                                       |                                                       |
| 31                                                    | Esteban Ocon                                          | Force India-Mercedes                                  |                                                       |                                                       |                                                       |
| 18                                                    | Lance Stroll                                          | Williams-Mercedes                                     |                                                       |                                                       |                                                       |
| 35                                                    | Sergey Sirotkin                                       | Williams-Mercedes                                     |                                                       |                                                       |                                                       |
| 55                                                    | Carlos Sainz Jr.                                      | Renault                                               |                                                       |                                                       |                                                       |
| 27                                                    | Nico Hülkenberg                                       | Renault                                               |                                                       |                                                       |                                                       |
| 10                                                    | Pierre Gasly                                          | Toro Rosso-Honda                                      |                                                       |                                                       |                                                       |
| 28                                                    | Brendon Hartley                                       | Toro Rosso-Honda                                      |                                                       |                                                       |                                                       |
| 8                                                     | Romain Grosjean                                       | Haas-Ferrari                                          |                                                       |                                                       |                                                       |
| 20                                                    | Kevin Magnussen                                       | Haas-Ferrari                                          |                                                       |                                                       |                                                       |
| 14                                                    | Fernando Alonso                                       | McLaren-Renault                                       |                                                       |                                                       |                                                       |
| 2                                                     | Stoffel Vandoorne                                     | McLaren-Renault                                       |                                                       |                                                       |                                                       |
| 9                                                     | Marcus Ericsson                                       | Sauber-Ferrari                                        |                                                       |                                                       |                                                       |
| 16                                                    | Charles Leclerc                                       | Sauber-Ferrari                                        |                                                       |                                                       |                                                       |

## Resultados

### Treino Classificatório
| Pos.                     | Nº | Piloto            | Construtor                | Q1       | Q2       | Q3       | Grid |
| ------------------------ | -- | ----------------- | ------------------------- | -------- | -------- | -------- | ---- |
| 1                        | 44 | Lewis Hamilton    | Mercedes                  | 1:08.464 | 1:07.795 | 1:07.281 | 1    |
| 2                        | 5  | Sebastian Vettel  | Ferrari                   | 1:08.452 | 1:07.776 | 1:07.374 | 2    |
| 3                        | 77 | Valtteri Bottas   | Mercedes                  | 1:08.492 | 1:07.727 | 1:07.441 | 3    |
| 4                        | 7  | Kimi Räikkönen    | Ferrari                   | 1:08.452 | 1:08.028 | 1:07.456 | 4    |
| 5                        | 33 | Max Verstappen    | Red Bull Racing-TAG Heuer | 1:08.205 | 1:08.017 | 1:07.778 | 5    |
| 6                        | 3  | Daniel Ricciardo  | Red Bull Racing-TAG Heuer | 1:08.544 | 1:08.055 | 1:07.780 | 111  |
| 7                        | 9  | Marcus Ericsson   | Sauber-Ferrari            | 1:08.754 | 1:08.579 | 1:08.296 | 6    |
| 8                        | 16 | Charles Leclerc   | Sauber-Ferrari            | 1:08.667 | 1:08.335 | 1:08.492 | 7    |
| 9                        | 8  | Romain Grosjean   | Haas-Ferrari              | 1:08.735 | 1:08.239 | 1:08.517 | 8    |
| 10                       | 10 | Pierre Gasly      | Scuderia Toro Rosso-Honda | 1:09.046 | 1:08.616 | 1:09.029 | 9    |
| 11                       | 20 | Kevin Magnussen   | Haas-Ferrari              | 1:08.474 | 1:08.659 |          | 10   |
| 12                       | 11 | Sergio Pérez      | Racing Point-Mercedes     | 1:09.217 | 1:08.741 |          | 12   |
| 13                       | 31 | Esteban Ocon      | Racing Point-Mercedes     | 1:09.264 | 1:08.770 |          | 182  |
| 14                       | 27 | Nico Hülkenberg   | Renault                   | 1:09.009 | 1:08.834 |          | 13   |
| 15                       | 35 | Sergey Sirotkin   | Williams-Mercedes         | 1:09.259 | 1:10.381 |          | 14   |
| 16                       | 55 | Carlos Sainz Jr.  | Renault                   | 1:09.269 |          |          | 15   |
| 17                       | 28 | Brendon Hartley   | Scuderia Toro Rosso-Honda | 1:09.280 |          |          | 16   |
| 18                       | 14 | Fernando Alonso   | McLaren-Renault           | 1:09.402 |          |          | 17   |
| 19                       | 18 | Lance Stroll      | Williams-Mercedes         | 1:09.441 |          |          | 19   |
| 20                       | 2  | Stoffel Vandoorne | McLaren-Renault           | 1:09.601 |          |          | 20   |
| Tempo dos 107%: 1:12.979 |    |                   |                           |          |          |          |      |
| Fonte:                   |    |                   |                           |          |          |          |      |

Notas
- ↑1  – Daniel Ricciardo received a five-place grid penalty for a change in turbochargers.
- ↑2  – Esteban Ocon received a five-place grid penalty for an unscheduled gearbox change.

### Corrida
| Pos.    | Nu. | Piloto            | Construtor           | Voltas | Tempo/Retirado   | Grid | Pontos |
| ------- | --- | ----------------- | -------------------- | ------ | ---------------- | ---- | ------ |
| 1       | 44  | Lewis Hamilton    | Mercedes             | 71     | 1:27:09.066      | 1    | 25     |
| 2       | 33  | Max Verstappen    | Red Bull-TAG Heuer   | 71     | +1.469           | 5    | 18     |
| 3       | 7   | Kimi Räikkönen    | Ferrari              | 71     | +4.764           | 4    | 15     |
| 4       | 3   | Daniel Ricciardo  | Red Bull-TAG Heuer   | 71     | +5.193           | 11   | 12     |
| 5       | 77  | Valtteri Bottas   | Mercedes             | 71     | +22.943          | 3    | 10     |
| 6       | 5   | Sebastian Vettel  | Ferrari              | 71     | +26.997          | 2    | 8      |
| 7       | 16  | Charles Leclerc   | Sauber-Ferrari       | 71     | +44.199          | 7    | 6      |
| 8       | 8   | Romain Grosjean   | Haas-Ferrari         | 71     | +51.230          | 8    | 4      |
| 9       | 20  | Kevin Magnussen   | Haas-Ferrari         | 71     | +52.857          | 10   | 2      |
| 10      | 11  | Sergio Pérez      | Force India-Mercedes | 70     | +1 Volta         | 12   | 1      |
| 11      | 28  | Brendon Hartley   | Toro Rosso-Honda     | 70     | +1 Volta         | 16   |        |
| 12      | 55  | Carlos Sainz Jr.  | Renault              | 70     | +1 Volta         | 15   |        |
| 13      | 10  | Pierre Gasly      | Toro Rosso-Honda     | 70     | +1 Volta         | 9    |        |
| 14      | 31  | Esteban Ocon      | Force India-Mercedes | 70     | +1 Volta         | 18   |        |
| 15      | 2   | Stoffel Vandoorne | McLaren-Renault      | 70     | +1 Volta1        | 20   |        |
| 16      | 35  | Sergey Sirotkin   | Williams-Mercedes    | 69     | +2 Voltas        | 14   |        |
| 17      | 14  | Fernando Alonso   | McLaren-Renault      | 69     | +2 Voltas1       | 17   |        |
| 18      | 18  | Lance Stroll      | Williams-Mercedes    | 69     | +2 Voltas        | 19   |        |
| Ret     | 27  | Nico Hülkenberg   | Renault              | 32     | Superaquecimento | 13   |        |
| Ret     | 9   | Marcus Ericsson   | Sauber-Ferrari       | 20     | Colisão          | 6    |        |
| Source: |     |                   |                      |        |                  |      |        |

Notes
- ↑1  – Stoffel Vandoorne and Fernando Alonso each received a five-second time penalty for ignoring blue flags.

## Voltas na Liderança
- Commons

| Nº de Voltas | Piloto           | Voltas            |
| ------------ | ---------------- | ----------------- |
| 46           | Lewis Hamilton   | (1-18) e (44-71)  |
| 21           | Max Verstappen   | (19-35) e (40-43) |
| 4            | Daniel Ricciardo | (36-39)           |

## Curiosidades
- Último pódio e pontos de Kimi Räikkönen pela Ferrari.
- Último pódio da carreira de Kimi Räikkönen.

## 2018DHLFastest Pit Stop Award

### Resultado
| 1      | 5  | Sebastian Vettel  | Ferrari           | 1.97 | 25 |
| 2      | 7  | Kimi Räikkönen    | Ferrari           | 2.31 | 18 |
| 3      | 2  | Stoffel Vandoorne | McLaren-Renault   | 2.37 | 15 |
| 4      | 77 | Valtteri Bottas   | Mercedes          | 2.43 | 12 |
| 5      | 35 | Sergey Sirotkin   | Williams-Mercedes | 2.46 | 10 |
| 6      | 9  | Marcus Ericsson   | Sauber-Ferrari    | 2.56 | 8  |
| 7      | 8  | Romain Grosjean   | Haas-Ferrari      | 2.59 | 6  |
| 8      | 44 | Lewis Hamilton    | Mercedes          | 2.61 | 4  |
| 9      | 20 | Kevin Magnussen   | Haas-Ferrari      | 2.61 | 2  |
| 10     | 14 | Fernando Alonso   | McLaren-Renault   | 2.75 | 1  |
| Fonte: |    |                   |                   |      |    |

### Classificação
| Tabela do DHL Fastest Pit Stop Award \| Pos \| Construtor \| Pontos \| Var \| \| --- \| ---------- \| ------ \| --- \| \| 1 \| \| \| \| \| 2 \| \| \| \| \| 3 \| \| \| \| \| 4 \| \| \| \| \| 5 \| \| \| \| \| 6 \| \| \| \| \| 7 \| \| \| \| \| 8 \| \| \| \| \| 9 \| \| \| \| \| 10 \| \| \| \| |            |        |     |
| Pos | Construtor | Pontos | Var |
| 1 |            |        |     |
| 2 |            |        |     |
| 3 |            |        |     |
| 4 |            |        |     |
| 5 |            |        |     |
| 6 |            |        |     |
| 7 |            |        |     |
| 8 |            |        |     |
| 9 |            |        |     |
| 10 |            |        |     |

## Tabela do campeonato após a corrida
Somente as cinco primeiras posições estão incluídas nas tabelas.
| Pos | Piloto           | Pontos | Var |
| --- | ---------------- | ------ | --- |
| 1   | Lewis Hamilton   | 383    | 0   |
| 2   | Sebastian Vettel | 302    | 0   |
| 3   | Kimi Räikkönen   | 251    | 0   |
| 4   | Valtteri Bottas  | 237    | 0   |
| 5   | Max Verstappen   | 234    | 0   |

| Pos | Construtor         | Pontos | Var |
| --- | ------------------ | ------ | --- |
| 1   | Mercedes           | 620    | 0   |
| 2   | Ferrari            | 553    | 0   |
| 3   | Red Bull-TAG Heuer | 382    | 0   |
| 4   | Renault            | 114    | 0   |
| 5   | Haas-Ferrari       | 90     | 0   |

|  |              |
|  | Campeão      |
|  | Vice-Campeão |
|  | 3º Colocado  |